# Testa o croce?
Testa o croce? è un film del 2025 diretto da Alessio Rigo de Righi e Matteo Zoppis.

## Trama
Roma, inizi del 1900. Lo spettacolo di Buffalo Bill infiamma gli animi degli spettatori. Rosa, moglie di un signorotto locale, si innamora di Santino, il buttero vincitore di una sfida tra cowboy. I due scappano insieme ma una taglia è stata messa sulle loro teste.

## Produzione
Le riprese si sono svolte tra settembre e ottobre 2024 principalmente tra Sabaudia, San Felice Circeo e nel Parco Nazionale del Circeo. Sono stati scelti luoghi come Pantani d'Inferno, Grotta delle Capre, il Lago di Caprolace, il Lago di Fogliano, Cerasella e la piscina della Verdesca. Altre riprese si sono svolte in Toscana nella provincia di Arezzo.

## Distribuzione
Il film è stato presentato in anteprima al Festival di Cannes 2025 nella sezione Un Certain Regard il 22 maggio 2025. Il film verrà poi distribuito da 01 Distribution.

## Accoglienza
In Italia il film ha ricevuto una generalmente positiva accoglienza critica. Su Cineuropa, il critico Camillo De Marco scrive che il film è "un divertente e sfacciato anti-western sull’arrivo dello show di Buffalo Bill in Italia e la fuga di due amanti braccati", mentre su Sentieri Selvaggi Aldo Spiniello commenta che "non tutto si integra alla perfezione, eppure è innegabile la lucida teorica".